# Johannesschwestern von Maria Königin
Die Johannesschwestern von Maria Königin ( lat.: Congregatio Sancti Ioannis,  Ordenskürzel: CSJ), auch als Leutesdorfer Schwestern bekannt, sind eine Ordensgemeinschaft nach bischöflichem Recht. Die Kongregation ging 1919 aus dem von Johannes Maria Haw (1871–1949) gegründeten Johannesbund hervor.

## Geschichte
Der weibliche Zweig der Missionare vom Hl. Johannes dem Täufer und die Statuten der Johannesschwestern von Maria Königin erhielten am 12. Juni 1928 vom Trierer Bischof Franz Rudolf Bornewasser die bischöfliche Approbation nach dem kanonischen Recht. 1941 mussten auf Anweisung der Nationalsozialisten alle Einrichtungen der Kongregation geschlossen werden. Erst 1945 kam es unter Mithilfe der Besatzungsmächte zu einem Neubeginn. Am 16. Juli 1956 wurde die Kongregation dem Orden der Unbeschuhten Karmelitinnen angegliedert.

## Organisation
Der Frauenorden arbeitet und lebt in 38 Häusern, die 236 Mitglieder verteilen sich auf Deutschland, Portugal (seit 1956), Indien (seit 1971) und Mosambik (seit 1970) und Montenegro (seit 2001). Die Ordensleitung hat ihren Sitz und das Generalhaus in Leutesdorf. In Deutschland arbeiten die Johannesschwestern in den Bistümern Trier und Mainz und im Erzbistum Köln. Schwerpunkt ihrer Arbeit ist die Pastoral und Sozialarbeit, Mitarbeit in Exerzitienhäusern, Förderung der Frau und die Resozialisierung gefährdeter Menschen. Zudem sind die Schwestern in Kindergärten, Schulen, in der Jugendarbeit und in der Altenpflege tätig. Eine Gruppe widmet sich der eucharistischen Anbetung.